# 大衛·科斯塔斯
大衛·科斯塔斯（西班牙語：David Costas；1995年3月26日—）是一位西班牙足球運動員。在場上的位置是中後衛。他出身自塞爾塔的青訓系統。現效力於西乙球隊奧維多。